# Lukáš Gavlovský
Lukáš Gavlovský (26. listopadu 1972, Ostrava) je malíř, fotograf a nezávislý umělec. Zajímá se též o geologii a procesy, které vytvářejí krajinu. Účastník expedice Tunguzský meteorit.

## Stručný životopis
Lukáš Gavlovský ve čtrnácti letech odešel do Prahy, kde studoval (1986–1990) na Střední uměleckoprůmyslové škole (Vyšší škola uměleckoprůmyslová). Další studium absolvoval (1990–1997) na Vysoké škole uměleckoprůmyslové v Praze (VŠUP) u profesora Pavla Nešlehy. Výlet s přáteli po činných sicilských sopkách (Etna, Vulcano a Stromboli) jej inspiroval k vytvoření stejnojmenného triptychu. Po absolvatoriu VŠUP zůstal v Praze a během vojenské civilní služby se věnoval projektování a stavbě dětského hřiště v areálu Botanické zahrady v Troji. Lukáš Gavlovský se zabývá především realizací prostorových děl ve volné i urbanizované krajině. K realizaci používá přírodní materiály (kámen, dřevo). Realizuje atypická dětská hřiště, navrhuje a vytváří detaily soukromých zahrad nebo objekty do mobiliáře parků. Se svojí manželkou a dvěma dětmi žije v domě, který zhotovil ze dřeva, slámy a hlíny. Dům je vestavěn do části stodoly. Ta slouží umělci zároveň i jako jeho ateliér.

## Společné výstavy
- 1996 – 1997: 2. bienále mladého umění Zvon '96, Dům U Kamenného zvonu, Praha[2]
- 1997: I. Zlínský salon mladých, Zlín[2]
- 1997: Umělecké dílo ve veřejném prostoru, Veletržní palác, Praha[2]
- 2000: II. Zlínský salon mladých, Státní galerie ve Zlíně[2]
- 2003: Art Safari 6, Sochařské studio Bubec, Praha[2]
- 2016 – 2017: Krajina, umění a fotografie (Současná umělecká díla v krajině), DOX, Malá věž, Praha[2]

## Kolektivní katalogy
- 1996: Bienále mladého umění Zvon '96,[2]
- 1997: I. Zlínský salon mladých,[2]
- 1997: Umělecké dílo ve veřejném prostoru (Artwork in Public Space),[2]
- 2000: II. Zlínský salon mladých,[2]
- 2016: Krajina, umění a fotografie (Současná umělecká díla v krajině)[2]

## Výstavy a sympozia[3]
- 1992: Výstava studentů ateliéru malby VŠUP, Karolinum, Praha
- 1992: Sympozium v Panenském Týnci
- 1993: Sympozium v Panenském Týnci
- 1994: Jaroměřské výtvarné jaro
- 1994: Sympozium v Panenském Týnci
- 1994: Výstava studentů ateliéru malby, galerie Sýpka u Brna
- 1995: Sympozium v Panenském Týnci
- 1995: VI. mezinárodní sochařské sympozium Lemberk
- 1996: Jaroměřské výtvarné jaro
- 1996: Mladí a neklidní, výstava studentů ateliéru malby, Galerie umění, Karlovy Vary
- 1996: Bienále mladých, Dům u kamenného zvonu GHMP, Praha
- 1997: Bienále mladých, Tatranská galéria, Poprad
- 1997: I. Zlínský salon mladých, Dům umění ve Zlíně
- 1997: Umělecké dílo ve veřejném prostoru, Veletržní palác, Praha
- 1997: Byli jsme a budem, základní škola Vladislava Vančury, Zbraslav
- 1998: Sympozium Medzi, Skalica, Slovenská Republika
- 1998: Pětidenní projekt, Galerie Emila Filly, Ústí nad Labem
- 1999: Oživené město Neratovice, společenský dům Neratovice
- 1999: Fotografie z Mongolska, galerie Esprit, Plzeň
- 2000: Vidiny světla, fotografie, galerie VŠB, Ostrava
- 2005: Od země přes kopec do nebe, Severočeská galerie výtvarného umění, Litoměřice

## Autorské realizace[3]
- 1997: On ona a krajina, kámen a stromořadí u obce Hříškov
- 1998: Žulový květ, soukromá zahrada Průhonice
- 1999: Dětské hřiště, areál Botanické zahrady hlavního města Prahy, Praha 7 – Troja
- 1999: Obrazy a fotografie pro interiér pensionu Minerál, Zlaté Hory
- 2000: Amfibolit, soukromá zahrada Psáry
- 2001: Dětské hřiště nad prameništěm Prokopského potoka, Praha 13 – Stodůlky
- 2001: Jasan, zahrada Květnice, Praha 1 - Petřín
- 2002: Dětské hřiště v Dětském domově na Zbraslavi
- 2002: Dětské hřiště na soukromé zahradě v Dubči u Prahy
- 2002: Jezírko z pískovce, soukromá zahrada, Praha 8
- 2002: Akustické, optické a herní objekty v lázeňském parku Bludov u Šumperka
- 2003: Platan, strom padlý při srpnové povodni 2002, Stromovka, Praha 7
- 2003: Stromolavice, 7 lavic z padlých stromů, Stromovka, Praha 7
- 2003: Série dubových lavic na geologické téma, Dalejské údolí Praha 13
- 2004: Lavice Srdce Petřína, Praha 1
- 2004: Odpočívadla, soubor lavic, konstrukce pro popínavé rostliny a vyhlídkové molo u jezírka pro areál Botanické zahrady hlavního města Prahy
- 2005: Dubová lávka přes mokřad a lavice okolo rybníka, Obora Hvězda, Praha 6
- 2006: Akustické herní objekty pro areál Botanické zahrady hlavního města Prahy.
- 2006: Dub, zajištění torza odumřelého stromu, zámecký park Mcely u Nymburka
- 2007: Dětské hřiště a odpočívadla v soukromé zahradě v Praze – Chuchli.
- 2007: Molo ke koupacímu jezírku v soukromé zahradě v Klánovicích.
- 2008: Rodinný dům ze dřeva, slámy a hlíny, Výžerky u Kostelce nad Černými lesy
- 2009: Dětské hřiště se vzájemně propojenými akustickými prvky v Ostopovicích u Brna
- 2009: Dřevěné lavice a socha na expozici Mexiko, Botanická zahrada hlavního města Prahy
- 2009: Dubové lavice na soukromé zahradě u Zlína
- 2009: Epyfitní kmen ve skleníku Fata Morgana, Botanická zahrada hl. m. Prahy
- 2009: Hliněný reliéf v interiéru školského zařízení pro environmentální vzdělávání – Lipka, Kamenná 20 Brno
- 2010: Epyfitní kmeny ve skleníku Fata Morgana, Botanická zahrada hl. m. Prahy
- 2010: Hliněná fasáda rodinného domu v Hradčanech u Tišnova
- 2010: Dubový vodosvod zelené střechy budovy mateřské školky společnosti Maitrea ve Slušticích
- 2010: Prvky vytvořené z kmenů pokácených na zahradě mateřské školky společnosti Maitrea ve Slušticích
- 2010–2011: Altán, soukromá zahrada pod Tolštejnem u Jiřetína pod Jedlovou
- 2010–2011: Dubová obruba, molo a vodosvod ke koupacímu jezírku, soukromá zahrada u Jiřetína pod Jedlovou
- 2010–2011: Dubová obruba a lávka nad jezerem u kořenové čistírny, soukromá zahrada u Jiřetína pod Jedlovou
- 2010–2011: Dětské hřiště na soukromé zahradě u Jiřetína pod Jedlovou
- 2011: Sestava vzájemně propojených akustických prvků z akátových kmenů, farma Čapí hnízdo u Benešova
- 2011: Přestavba dětského hřiště na soukromé zahradě v Dubči u Prahy
- 2011: Chýše ze dřeva tisu, dubu a akátu na soukromé zahradě v Dolních Počernicích
- 2011: Lithofon - kamenný hudební nástroj ze znělce, čediče, zkamenělého dřeva a syenitu, Botanická zahrada hl. m. Prahy
- 2011: dubové maxilavice, Botanická zahrada hl. m. Prahy
- 2011: Dubové molo mezi mokřadem a jezírkem, Botanická zahrada hl. m. Prahy
- 2011: Odpočivadla v zahradě dětského domova v Senožatech
- 2012: Srdce pro Václava Havla – objekt z vosku svíček zapálených po smrti Václava Havla, spolupráce s Romanem Švejdou
- 2012: Hliněný reliéf na téma posvátný strom Dadap v kavárně Dadap, Praha Libeň
- 2012: Lavice podél stezky na stráni, Botanická zahrada hl. m. Prahy
- 2012: Dvě pítka a krmítko pro ptáky, areál Botanické zahrady hl. m. Prahy
- 2012: Lavice a objekty z padlých stromů parku v Lednici, Botanická zahrada hl. m. Prahy
- 2012: Objekty ze dřeva a kamene pro veřejně přístupnou farskou zahradu v Nadějkově
- 2012: Akustický objekt - školské zařízení pro environmentální vzdělávání - Lipka, Lipová 20, Brno
- 2013: Brvouni - akátová odpočívadla pro lesní mateřskou školu Pramínek v areálu Říčanské hájovny
- 2013: Dětské hřiště MŠ Kollárova 71, Český Brod
- 2013: Dendrofon, Školské zařízení pro environmentální vzdělávání - Lipka, pracoviště Jezírko, Brno
- 2013: Objekty do soukromé zahrady v Bystřici nad Olší
- 2013: Dětské hřiště na soukromé zahradě, Opava
- 2014: Dotykový chodník, Zahrada mateřské školy v Humpolci
- 2014: Šeptající vrby pro Hruboňovo, Slovensko
- 2014: Československá vrba, Nové sady – Kotrbál, Slovensko
- 2014: Domek pro malého požárníka Vojtu, soukromá zahrada Jahodnice
- 2014: Lavice na obou březích řeky Výrovky, Miškovice
- 2014: Poháry pro závod dobrovolných hasičů ve Výžerkách
- 2014: Přístavba vlastního domu ve Výžerkách
- 2014: Dubová lavice okolo lípy na návsi v Nebovidech
- 2014: Rybářská chatrč a Altán, zahrada mateřské školy U splavu, Břeclav

Autor a ukázky jeho tvorby
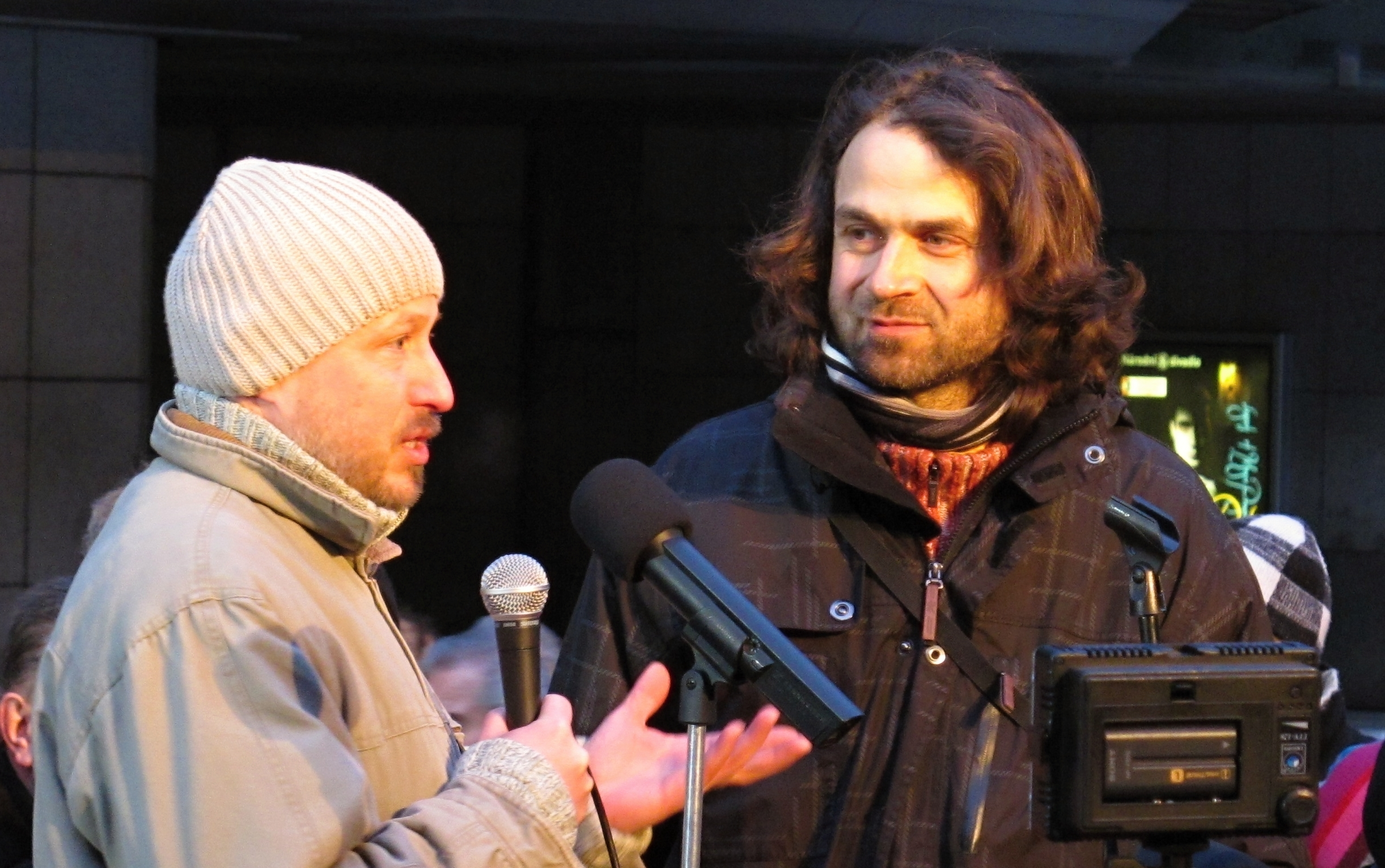
Autoři plastiky Srdce pro Václava Havla: Lukáš Gavlovský (vpravo) a Roman Švejda při slavnostním odhalení (2012)
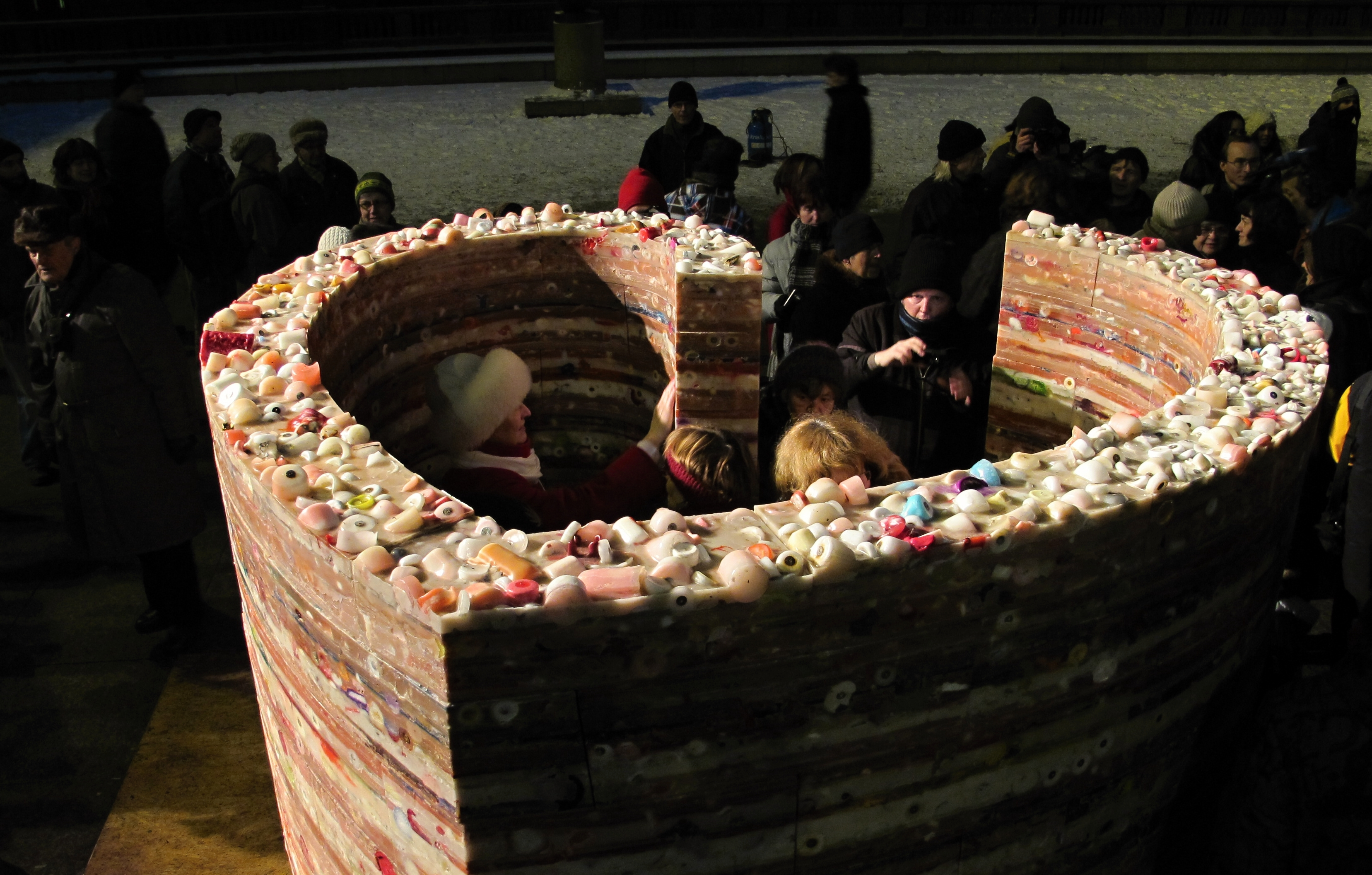
Srdce pro Václava Havla chvíli po slavnostním odhalení (2012)
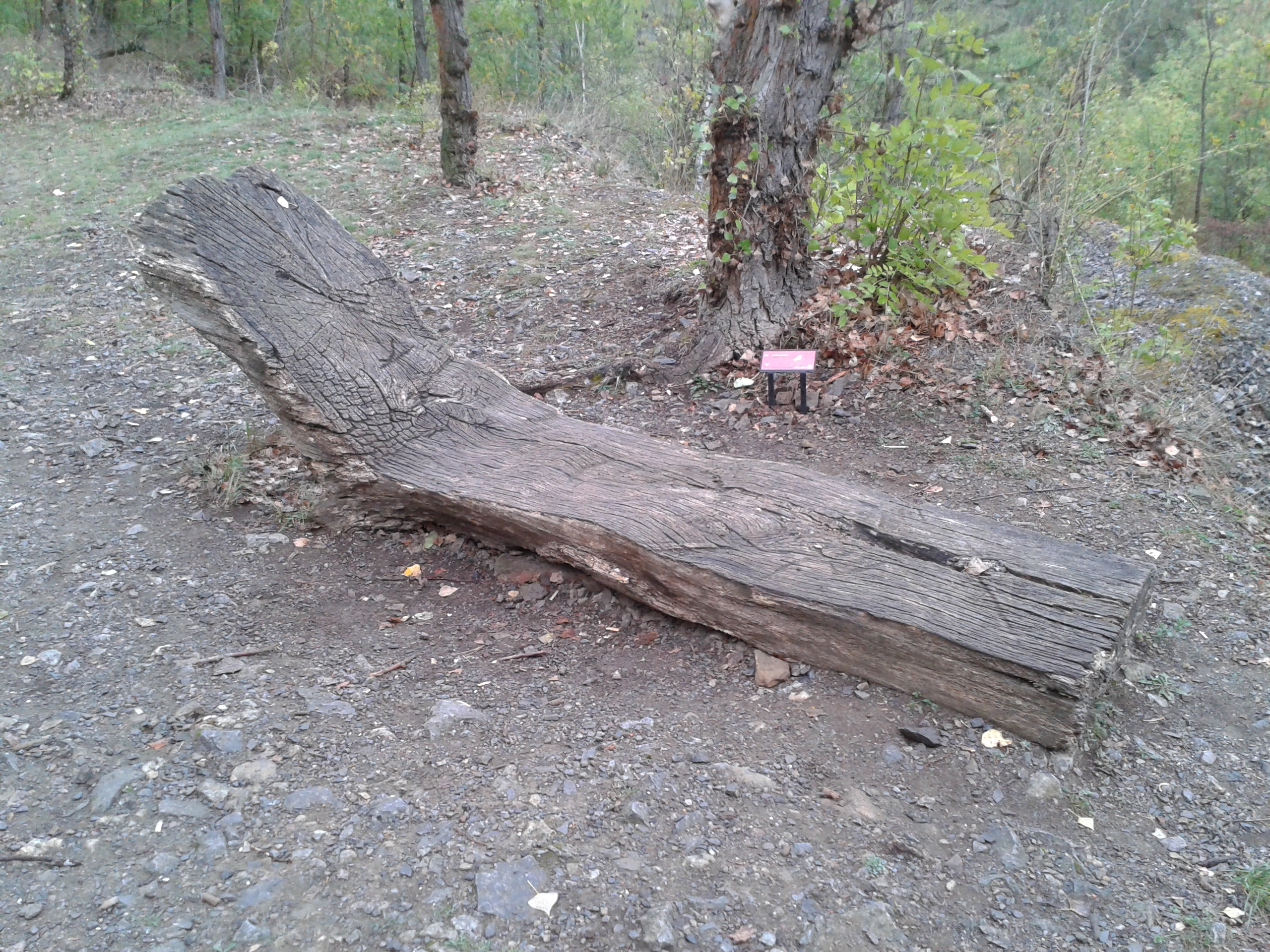
Lehátko; Umístění: Praha - Dalejské údolí (2003)